# Tiudan
Tiudan is een bestuurslaag in het regentschap Tulungagung van de provincie Oost-Java, Indonesië. Tiudan telt 7811 inwoners (volkstelling 2010).